# Chlorochroa belfragii
Chlorochroa belfragii är en insektsart som först beskrevs av Carl Stål 1872.  Chlorochroa belfragii ingår i släktet Chlorochroa och familjen bärfisar. Inga underarter finns listade i Catalogue of Life.